# Патель, Дев
Дев Пате́ль (англ. Dev Patel; род. 23 апреля 1990, Харроу, Лондон) — британский актёр, режиссер, сценарист, продюсер индийского происхождения. Лауреат (2017) и номинант на премию Британской киноакадемии (2009), номинант на премии «Оскар» (2017), «Золотой глобус» (2017) и премию Европейской киноакадемии (2009). Получил известность благодаря роли Джамаля Малика в фильме «Миллионер из трущоб» и роли Анвара в сериале «Молокососы».

## Ранняя жизнь
Родился в Харроу, Лондон, Англия. Оба его родителя, мать Анита (сиделка) и отец Радж (IT-консультант) — выходцы из Кении, но корни у Дева индийские. Также у Дева есть старшая сестра.
Патель был воспитан в индуистской вере. Он знает английский, но также может говорить на гуджарати. Его предки родом из Джамнагара и Унджи в Гуджарате. Он вырос в районе Рэйнерс-лейн в Харроу и учился в начальной школе Лонгфилда, а затем в средней школе Уитмор. Патель исполнил свою первую актёрскую роль в школьной постановке «Двенадцатой ночи».
Актёр признаётся, что в детстве часто попадал в неприятности, из-за чего мать отдала его на боевые искусства, чтобы найти выход бурной энергии ребёнка и направить её в более мирное русло. Дев Патель — профессиональный спортсмен, он занимал призовые места на многих международных соревнованиях, имеет чёрный пояс по тхэквондо.

## Карьера
Дев Патель начал свою кинокарьеру в конце 2006 года, снявшись в подростковом сериале «Молокососы» (2007—2008). Мать Пателя увидела объявление о кастинге в британской газете METRO и отвела на него сына, хотя на следующий день у него был экзамен. После двух прослушиваний Дева взяли на роль в сериал, несмотря на отсутствие какого-либо актёрского опыта.
Наибольшую известность Пателю принесла роль Джамаля Малика в фильме режиссёра Дэнни Бойла «Миллионер из трущоб» (2008). За роль в картине актёр был номинирован на премии «BAFTA», «Black Reel», «Image Award» и другие, а также награждён такими премиями, как «British Independent Film Award», «Critics Choice Award», «CFCA Award», «NBR Award» и «PFCS Award». Режиссёр рассмотрел сотни молодых актёров, но обнаружил, что большинство лишь «сильные и красивые», а герой его фильма должен был быть личностью. Как раз в тот момент 17-летняя дочь Дэнни Бойла обратила его внимание на сериал «Молокососы». После пяти прослушиваний Пателя взяли на роль. В итоге, фильм стал лауреатом восьми премий «Оскар» (в том числе за лучший фильм года) и четырёх премий «Золотой глобус».
В 2010 году Патель сыграл Зуко в фильме М. Найт Шьямалана «Повелитель стихий», экранизации мультфильма «Аватар: Легенда об Аанге» (фильм был разгромлен критиками и зрителями, а Патель удостоился номинации на антипремию «Золотая малина» за худшую мужскую роль второго плана), а также исполнил главную роль в короткометражке «The Commuter», созданной компанией McHenry Brothers для продвижения смартфона Nokia N8 в Великобритании. Вместе с актёром в картине снялись победители конкурса Nokia Run Run.
В 2012 году можно было увидеть Дева Пателя в комедии «Отель «Мэриголд». Лучший из экзотических» Джона Мэддена в компании таких знаменитостей, как Джуди Денч и Билл Найи. Фильм имел кассовый успех, заработав 136 миллионов долларов. Для своей роли Пателю пришлось брать уроки по совершенствованию индийско-английского акцента.
С 2012 по 2014 год Патель играл второстепенную роль в телесериале HBO «Новости». А также, в 2012 году на Берлинском кинофестивале состоялась премьера драмы «Черри», снятой при участии Пателя, Джеймса Франко и Хизер Грэм. Патель снимался в коммерчески успешной комедии «Отель «Мэриголд». Лучший из экзотических» (2012) и её продолжении, «Отель «Мэриголд». Заселение продолжается» (2015), а также в научно-фантастическом фильме «Робот по имени Чаппи» (2015).
В 2014 году Патель снялся вместе с Робертом Шиэном и Зои Кравиц в комедии «Тронутые». Главные герои — трое друзей: у одного из которых синдром Туретта, у другого — ОКР, а у девушки — анорексия. Фильм получил смешанные отзывы критиков. Через год актёр вернулся к роли Сонни Капура в продолжении фильма об отеле «Мэриголд», а также исполнил роль разработчика роботов в фантастическом боевике «Робот по имени Чаппи». В 2015 году он сыграл математика Сринивасу Рамануджана в биографическом фильме «Человек, который познал бесконечность».
В 2016 году Патель снялся в роли Сару Брайерли в биографическом фильме Гарта Дэвиса «Лев», где также сыграли Николь Кидман и Руни Мара. Картина получила восторженные отзывы, а также 6 номинаций на премию «Оскар» (включая номинацию Пателю за «Лучшую роль второго плана»). Также, благодаря участию в фильме, актёр выиграл премию BAFTA.
В 2019 году состоялась премьера криминального триллера «Отель Мумбаи: Противостояние», главные роли в котором исполнили Дев Патель и Арми Хаммер. Фильм снят на основе реальных событий, произошедших в 2008 году в Мумбаи, когда был совершён ряд терактов. Патель играет в картине официанта-сикха Арджуна, который оказывается запертым в пятизвёздочном отеле «Тадж-Махал-палас» вместе с другими сотрудниками и постояльцами отеля во время его захвата вооружёнными террористами.
В 2020 году актёр исполнил главную роль в комедии Армандо Ианнуччи «История Дэвида Копперфилда», экранизации знаменитого романа Чарльза Диккенса. В картине также сыграли Питер Капальди, Хью Лори, Тильда Суинтон и Бен Уишоу. В фэнтези Дэвида Лоури «Легенда о Зелёном рыцаре», основанном на поэме неизвестного автора XIV века, вышедшем в прокат в 2021 году, Дев Патель предстаёт в образе Сэра Гавейна, племянника Короля Артура, который принимает вызов таинственного Зелёного Рыцаря и поэтому ему предстоит отправиться в опасное странствие, чтобы встретиться с Рыцарем вновь. В фильме также сыграли Алисия Викандер и Джоэл Эдгертон.

## Личная жизнь
С 2009 года по 2014 год актёр встречался с коллегой по фильму «Миллионер из трущоб» актрисой Фридой Пинто. В марте 2017 года стало известно об отношениях Пателя с актрисой Тильдой Кобэм-Херви. Они познакомились девятью месяцами ранее на съёмочной площадке фильма «Отель Мумбаи: Противостояние».

## Фильмография
| Год       |     | Русское название                         | Оригинальное название                     | Роль                            |
| --------- | --- | ---------------------------------------- | ----------------------------------------- | ------------------------------- |
| 2007      | кор | Молокососы: Секретная вечеринка          | Skins: Secret Party                       | Анвар Кхаррал                   |
| 2007—2008 | с   | Молокососы                               | Skins                                     | Анвар Кхаррал                   |
| 2008      | ф   | Миллионер из трущоб                      | Slumdog millionaire                       | Джамаль Малик                   |
| 2009      | с   | Мистер Одиннадцатый                      | Mister Eleven                             | официант отеля                  |
| 2010      | ки  | The Last Airbender                       | The Last Airbender                        | принц Зуко, озвучка             |
| 2010      | ф   | Повелитель стихий                        | The Last Airbender                        | принц Зуко                      |
| 2010      | кор | Пассажир                                 | The Commuter                              | пассажир                        |
| 2012      | ф   | Отель «Мэриголд». Лучший из экзотических | The Best Exotic Marigold Hotel            | Сонни Капур                     |
| 2012      | ф   | Черри                                    | About Cherry                              | Эндрю                           |
| 2012—2014 | с   | Новости                                  | The Newsroom                              | Нил Сэмпэт                      |
| 2014      | ф   | Тронутые                                 | The Road Within                           | Алекс                           |
| 2015      | ф   | Отель «Мэриголд». Заселение продолжается | The Second Best Exotic Marigold Hotel     | Сонни Капур                     |
| 2015      | ф   | Робот по имени Чаппи                     | Chappie                                   | Деон Уилсон                     |
| 2015      | ф   | Человек, который познал бесконечность    | The Man Who Knew Infinity                 | Сриниваса Рамануджан Айенгор    |
| 2016      | ф   | Лев                                      | Lion                                      | Сару Брайерли                   |
| 2018      | ф   | Отель Мумбаи: Противостояние             | Hotel Mumbai                              | Арджун                          |
| 2018      | ф   | Гость на свадьбе                         | The Wedding Guest                         | Джей                            |
| 2019      | ф   | История Дэвида Копперфилда               | The Personal History of David Copperfield | Дэвид Копперфилд                |
| 2021      | ф   | Легенда о Зелёном рыцаре                 | The Green Knight                          | сэр Гавейн                      |
| 2023      | кор | Чудесная история Генри Шугара            | The Wonderful Story of Henry Sugar        | доктор Чаттерджи / Джон Уинстон |
| 2024      | ф   | Манкимэн                                 | Monkey Man                                | Кид                             |
| 2025      | ф   | Ловушка для кроликов                     | Rabbit Trap                               | Дарси Дэвенпорт                 |

## Награды и номинации
| Премия                              | Год  | Фильм                                      | Категория                                                       | Результат |
| ----------------------------------- | ---- | ------------------------------------------ | --------------------------------------------------------------- | --------- |
| «Оскар»                             | 2017 | «Лев»                                      | Лучшая мужская роль второго плана                               | Номинация |
| «Золотой глобус»                    | 2017 | «Лев»                                      | Лучшая мужская роль второго плана                               | Номинация |
| «Золотой глобус»                    | 2021 | «История Дэвида Копперфилда»               | Лучшая мужская роль в комедии или мюзикле                       | Номинация |
| BAFTA                               | 2009 | «Миллионер из трущоб»                      | Лучшая мужская роль                                             | Номинация |
| BAFTA                               | 2017 | «Лев»                                      | Лучшая мужская роль второго плана                               | Победа    |
| «Выбор критиков»                    | 2009 | «Миллионер из трущоб»                      | Лучший молодой актёр или актриса                                | Победа    |
| «Выбор критиков»                    | 2013 | «Отель «Мэриголд». Лучший из экзотических» | Лучший актёрский состав                                         | Номинация |
| «Выбор критиков»                    | 2016 | «Лев»                                      | Лучшая мужская роль второго плана                               | Номинация |
| «Выбор критиков»                    | 2020 | «Современная любовь»                       | Лучшая мужская роль второго плана в мини-сериале или телефильме | Номинация |
| «Сатурн»                            | 2009 | «Миллионер из трущоб»                      | Лучший молодой актёр или актриса                                | Номинация |
| «Спутник»                           | 2017 | «Лев»                                      | Лучшая мужская роль второго плана                               | Номинация |
| Национальный совет кинокритиков США | 2008 | «Миллионер из трущоб»                      | Прорыв года                                                     | Победа    |
| Премия Гильдии киноактёров США      | 2009 | «Миллионер из трущоб»                      | Лучшая мужская роль второго плана                               | Номинация |
| Премия Гильдии киноактёров США      | 2009 | «Миллионер из трущоб»                      | Лучший актёрский состав                                         | Победа    |
| Премия Гильдии киноактёров США      | 2013 | «Отель „Мэриголд“. Лучший из экзотических» | Лучший актёрский состав                                         | Номинация |
| Премия Гильдии киноактёров США      | 2017 | «Лев»                                      | Лучшая мужская роль второго плана                               | Номинация |
| «Золотая малина»                    | 2011 | «Повелитель стихий»                        | Худшая мужская роль второго плана                               | Номинация |